# ميلودي فيرتشايلد
ميلودي فيرتشايلد (بالإنجليزية: Melody Fairchild)‏ هي عداءة مراثونية أمريكية، ولدت في 10 سبتمبر 1973.

## روابط خارجية
- ميلودي فيرتشايلد على موقع الاتحاد الدولي لألعاب القوى (الإنجليزية)